# Расстановка сил в операции «Гельб»

## Страны Оси

### Германия
Германские сухопутные войска, располагавшиеся к 10 мая 1940 года на западных границах Германии, были разделены на три группы армий (перечислены в порядке их расположения с севера на юг):
- Группа армий «Б» — командующий генерал-полковник Фёдор фон Бок;
  - 18-я армия — командующий генерал от артиллерии фон Кюхлер;
    - X армейский корпус — командир генерал от артиллерии Хансен;
      - 227-я пехотная дивизия;
      - 207-я пехотная дивизия;
      - моторизованный полк СС LSSAH;
      - моторизованный полк СС «Der Führer»;

    - XXVI армейский корпус — командир генерал от артиллерии Водриг;
      - 22-я пехотная дивизия;
      - 9-я танковая дивизия — Альфред риттер фон Хубицки;
      - 254-я пехотная дивизия;
      - 256-я пехотная дивизия;

    - 1-я кавалерийская дивизия;
    - Армейский резерв:
      - Резервная дивизия СС;

  - 6-я армия — командующий генерал от артиллерии фон Рейхенау;
    - IX армейский корпус — командир генерал от инфантерии Гейер;
      - 56-я пехотная дивизия;
      - 30-я пехотная дивизия;
      - 216-я пехотная дивизия;

    - XI армейский корпус — командир генерал от инфантерии фон Корцфляйш;
      - 19-я пехотная дивизия;
      - 14-я пехотная дивизия;
      - 31-я пехотная дивизия;

    - IV армейский корпус — командир генерал от инфантерии фон Шведлер;
    - XXVII армейский корпус — командир генерал от инфантерии Вегер;
    - Армейский резерв:
      - XVI моторизованный корпус — командир генерал от кавалерии Гёпнер;
        - 3-я танковая дивизия;
        - 255-я пехотная дивизия;

  - Резерв группы армий:
    - I армейский корпус — командир генерал от инфантерии фон Бот;
      - 1-я пехотная дивизия;
      - 11-я пехотная дивизия;
      - 223-я пехотная дивизия;

    - штаб VI армейского корпуса (Stellvertretendes Generalkommando VI. Armeekorps) — генерал-лейтенант Глокке;
    - 20-я пехотная дивизия;
    - 208-я пехотная дивизия;
    - 225-я пехотная дивизия;
- Группа армий «А» — командующий генерал-полковник Герд фон Рундштедт;
  - 4-я армия — командующий генерал от артиллерии фон Клюге;
    - V армейский корпус — командир генерал от инфантерии Руофф;
      - 251-я пехотная дивизия;

    - VIII армейский корпус — командир генерал от артиллерии Хайтц;
      - 28-я пехотная дивизия;
      - 8-я пехотная дивизия;
      - 257-я пехотная дивизия;

    - XV моторизованный корпус — командир генерал от инфантерии Гот;
      - 5-я танковая дивизия;
      - 7-я танковая дивизия;
      - 62-я пехотная дивизия;

    - II армейский корпус — командир генерал от инфантерии Штраус;
      - 32-я пехотная дивизия;
      - 12-я пехотная дивизия;

  - 12-я армия — командующий генерал-полковник Лист;
    - III армейский корпус — командир генерал от артиллерии Хаазе;
      - 3-я пехотная дивизия;
      - 23-я пехотная дивизия;

    - VI армейский корпус — командир генерал инженерных войск Фёрстер;
      - 24-я пехотная дивизия;
      - 16-я пехотная дивизия;

    - XVIII армейский корпус — командир генерал от инфантерии Байер;
      - 1-я горнопехотная дивизия;
      - 5-я пехотная дивизия;
      - 21-я пехотная дивизия;
      - 25-я пехотная дивизия;

    - Армейский резерв:
      - 211-я пехотная дивизия;
      - 263-я пехотная дивизия;

  - танковая группа Клейста — командующий генерал от кавалерии фон Клейст;
    - XIX армейский корпус — командир генерал танковых войск Гудериан;
      - 1-я танковая дивизия;
      - 2-я танковая дивизия;
      - 10-я танковая дивизия;
      - моторизованный полк «Великая Германия»;

    - XXXXI моторизованный корпус — командир генерал танковых войск Рейнгардт;
      - 6-я танковая дивизия;
      - 8-я танковая дивизия;

    - XIV моторизованный корпус — командир генерал от инфантерии фон Витерсхайм;
      - 2-я моторизованная дивизия;
      - 13-я моторизованная дивизия;
      - 29-я моторизованная дивизия;

  - 16-я армия — командующий генерал-полковник Буш;
    - VII армейский корпус — командир генерал от инфантерии фон Шоберт;
      - 36-я пехотная дивизия;
      - 68-я пехотная дивизия;

    - XIII армейский корпус — командир генерал-лейтенант фон Фитингоф;
      - 15-я пехотная дивизия;
      - 17-я пехотная дивизия;

    - XXIII армейский корпус — командир генерал от инфантерии Шуберт;
      - 34-я пехотная дивизия;
      - 76-я пехотная дивизия;
      - 58-я пехотная дивизия;

    - Армейский резерв:
      - 26-я пехотная дивизия;
      - 52-я пехотная дивизия;
      - 71-я пехотная дивизия;
      - 73-я пехотная дивизия;

  - Резерв группы армий:
    - XXXX армейский корпус — командир генерал от кавалерии Штумме;
      - 6-я пехотная дивизия;
      - 9-я пехотная дивизия;
      - 33-я пехотная дивизия;

    - 4-я пехотная дивизия;
    - 87-я пехотная дивизия;
- Группа армий «Ц» — командующий генерал-полковник фон Лееб;
  - 1-я армия — командующий генерал от инфантерии фон Вицлебен;
    - XXX армейский корпус — командир генерал-лейтенант Хартман;
      - 79-я пехотная дивизия;
      - 95-я пехотная дивизия;
      - 93-я пехотная дивизия;

    - XII армейский корпус — командир генерал от инфантерии Шрот;
      - 258-я пехотная дивизия;
      - 75-я пехотная дивизия;
      - 252-я пехотная дивизия;

    - XXIV армейский корпус — командир генерал от кавалерии фон Швеппенбург;
      - 257-я пехотная дивизия;
      - 268-я пехотная дивизия;
      - 262-я пехотная дивизия;

    - XXXVII армейский корпус — командир Бём-Теттельбах;
      - 215-я пехотная дивизия;
      - 246-я пехотная дивизия;

    - Армейский резерв:
      - 94-я пехотная дивизия;
      - 98-я пехотная дивизия;

  - 7-я армия — командующий генерал от артиллерии Долльман;
    - XXV армейский корпус — командир генерал от инфантерии фон Прагер;
      - 555-я пехотная дивизия;
      - 557-я пехотная дивизия;

    - XXXIII армейский корпус;
      - 554-я пехотная дивизия;
      - 556-я пехотная дивизия;

    - Армейский резерв:
      - 96-я пехотная дивизия;